# ОСТАЛБ Арена
ОСТАЛБ Арена е многофункционален стадион в град Аален, Германия. Стадионът се използва главно за футбол и на него играе тима на Аален. Съоръжението има 14 500 капацитет.